# 塞夫勞省
33°49′N 4°51′W / 33.817°N 4.850°W
塞夫勞省（阿拉伯语：‎）是摩洛哥的省份，位於該國東北部，由非斯-梅克內斯大區負責管轄，首府設於塞夫魯，海拔高度894米，每年平均降雨量713毫米，2004年人口259,577。